# Casinha da avenida Atlântica
A casinha da avenida Atlântica é a casa de número 4100 localizada na avenida Atlântica, em Balneário Camboriú. Ela foi construída em 1956, e ficou famosa por ser a última casa na costa do município. Seu alvará de demolição foi emitido em janeiro de 2023. Em seu lugar, será construído um prédio de 12 andares.

## Descrição
A casa de madeira é branca de esquadrias e janelas vermelhas, com uma área de 139 m² em um terreno de 286 m², sendo um exemplo de arquitetura popular. Ela foi construída em 1956, antes da emancipação do município, e adquirida em 1973 por Lio Cesar de Macedo, que foi herdada por seus descendentes. A casa era usada pela família de Itajaí para passar os verões na Praia Central. Ela é considerada a última casa da avenida Atlântica.
Com a construção dos arranha-céus na cidade, a casa ficou "espremida" pelos prédios, e virou um símbolo de resistência e um ponto turístico.

## Demolição
Macedo e seus descendentes foram abordados por diversas construtoras com interesse de comprar o imóvel por 50 anos. De acordo com um corretor de imóveis consultado pela BBC News Brasil, em 2023 a casa passou a valer entre R$ 15 milhões a R$ 18 milhões.
Em dezembro de 2022, o pedido de demolição foi feito para a Secretaria de Planejamento de Balneário Camboriú, tendo alvará emitido em 19 de janeiro de 2023. Em seu lugar, será construído um prédio de 12 andares.